# Безверхний, Вилен Николаевич
Виле́н Никола́евич Безве́рхний (15 декабря 1931, с. Мурованые Куриловцы, Винницкая область — 16 апреля 2016, Полтава) — советский украинский партийный и государственный деятель; председатель Полтавского горисполкома (1972—1978).

## Биография
Окончил Московский технологический институт мясной и молочной промышленности. Работал конструктором, начальником отдела технического контроля, главным инженером Полтавского завода мясного оборудования.
В 1962—1963 годы — второй, в 1963—1964 — первый секретарь Киевского райкома партии Полтавы. В 1964—1972 годы заведовал промышленно-транспортным отделом Полтавского обкома КП Украины.
В 1972—1978 годы — председатель Полтавского горисполкома.
В 1978—1996 годы — председатель областной плановой комиссии, одновременно с 1981 — заместитель председателя Полтавского облисполкома.

## Награды
- орден Трудового Красного Знамени (1973)
- орден «Знак Почёта» (1969)
- две медали
- Грамота Верховного Совета Украины.